# Laura Blount
Laura Blount ist eine Maskenbildnerin und Friseurin.

## Leben
Blount ist seit dem Jahr 2006 für Film und Fernsehen tätig, ihr Schaffen umfasst mehr als 70 Produktionen.
Im Jahr 2024 arbeitete sie an Wicked von Regisseur Jon M. Chu, wofür sie vielfach nominiert wurde. So auch bei der Oscarverleihung 2025 zusammen mit Frances Hannon und Sarah Nuth in der Kategorie Bestes Make-up und beste Frisuren.

## Filmografie (Auswahl)
- 2006: Footballers’ Wives (Fernsehserie, 4 Folgen)
- 2008: Kill Kill Faster Faster
- 2009: The Queen (Fernsehserie, 5 Folgen)
- 2009: Frankie Teardrop (Kurzfilm)
- 2010: Von Lark Rise nach Candleford (Fernsehserie, 20 Folgen)
- 2010: Downton Abbey (Fernsehserie, 6 Folgen)
- 2012: Good Vibrations
- 2012: Die fürchterliche Furcht vor dem Fürchterlichen
- 2012: The Hollow Crown (Fernsehserie, 4 Folgen)
- 2012: Spike Island
- 2012: The Fear (Miniserie)
- 2023: Mayday (Fernsehserie, 5 Folgen)
- 2014: Pride
- 2015: Jekyll and Hyde (Miniserie)
- 2016: The Crown (Fernsehserie, 10 Folgen)
- 2017: Quacks (Fernsehserie, 6 Folgen)
- 2017: Das krumme Haus
- 2018: Mein Dinner mit Hervé
- 2019: Fighting with My Family
- 2019: Good Omens (Fernsehserie, 6 Folgen)
- 2019: Der dunkle Kristall: Ära des Widerstands (Fernsehserie, 10 Folgen)
- 2019: Downton Abbey
- 2020: Ammonite
- 2020: Jingle Jangle Journey: Abenteuerliche Weihnachten
- 2021: Die wundersame Welt des Louis Wain
- 2021: Cinderella
- 2022: Suspicion (Fernsehserie, 6 Folgen)
- 2022: Matilda: Das Musical
- 2022: Enola Holmes 2
- 2023: A Town Called Malice (Fernsehserie, 4 Folgen)
- 2023: Wonka
- 2023: The Boys in the Boat
- 2024: Wicked
- 2025: Mickey 17

## Auszeichnungen (Auswahl)
- 2025: CIC-Award-Nominierung in der Kategorie Bestes Make-up für Wicked
- 2025: Critics’-Choice-Movie-Award-Nominierung in der Kategorie Bestes Make-up und beste Frisuren für Wicked
- 2025: BAFTA-Nominierung in der Kategorie Bestes Make-up und beste Frisuren für Wicked
- 2025: Oscar-Nominierung in der Kategorie Bestes Make-up und beste Frisuren für Wicked